# Anthocerotopsida
Anthocerotopsida là một lớp rêu trong ngành Rêu sừng.